# Vaumarcus
Vaumarcus foi uma comuna do distrito de Boudry, nos cantão de Neuchâtel na Suíça. Em 1 de janeiro de 2018, as antigas comunas de Bevaix, Saint-Aubin-Sauges, Gorgier, Vaumarcus, Montalchez e Fresens uniram-se e formaram a nova comuna de La Grande-Béroche.